# Wrzesina (województwo warmińsko-mazurskie)
Wrzesina (dawniej warm. Szombark, niem.  Alt Schöneberg) – wieś w Polsce, położona w województwie warmińsko-mazurskim, w powiecie olsztyńskim, w gminie Jonkowo. Do 1954 roku istniała gminy Wrzesina. 
W latach 1975–1998 wieś administracyjnie należała do województwa olsztyńskiego.
Wieś na Warmii położona w południowej części gminy Jonkowo, przy drodze wojewódzkiej  nr 527 Olsztyn–Morąg, na obszarze chronionego krajobrazu, w granicach którego znajdują się kompleksy leśne oraz gleby pochodzenia organicznego.
W 2021 Wrzesina liczyła 424 mieszkańców. We wsi znajduje się szkoła podstawowa (wraz z salą gimnastyczną i biblioteką), do której uczęszczało na przełomie XX i XXI w. 115 uczniów. Przy szkole działa świetlica Gminnego Ośrodka Kultury w Jonkowie. Ochotnicza Straż Pożarna we Wrzesinie powstała prawdopodobnie przed 1930, reaktywowano ją w 1956. Dawniej odbywały się w budynku straży imprezy okolicznościowe, zabawy, dyskoteki. We wsi są trzy sklepy, gospodarstwo agroturystyczne, leśniczówka ze stadniną koni oraz zakłady produkcyjne: zakład mechaniczny, stolarski, przetwórstwa mięsnego, szkółka roślin ozdobnych. Wieś posiada pełną infrastrukturę techniczną, kanalizację, sieć wodociągową, energię elektryczną. Najbliższy przystanek kolejowy znajduje się w Godkach. Nazwy niemieckie miejscowości to Schoenenberg, Schonenberg, dawna nazwa w gwarze warmińskiej to Szombark.

## Integralne części wsi
| SIMC    | Nazwa  | Rodzaj    |
| ------- | ------ | --------- |
| 0692937 | Trojan | część wsi |

## Historia
Wieś pod nazwą Schoneberg założona przez kapitułę warmińską w 1352 w pruskim terytorium Gudikus, lokowana na 60 włókach (według innych źródeł 61 włók), na prawie chełmińskim, w tym 7 włók wolnych, sołeckich. Przywilej lokacyjny wystawiono 19 maja 1352 r. we Fromborku. Pierwszym sołtysem był Prus Hermanno, przywilej lokacyjny zezwalał mu m.in. na połów ryb w jeziorze Gilbede oraz na założenie karczmy z rzeźnią, browarem i piekarnią. Połowę czynszu z karczmy miała otrzymywać kapituła warmińska. W czasie wojny polsko-krzyżackiej, zwanej głodową, wieś w 1414 r. została zniszczona przez wojska polskie. W 1415 r. kapituła umorzyła wszelkie opłaty i dostawy, gdyż zniszczenia były bardzo duże i groziła upadłość wsi. W 1500 r. wystawiono odnowiony dokument lokacyjny, z 4 włókami dla sołtysa, 6 na uposażenie kościoła oraz 4 włókami dla dwóch bartników.
W czasie wojny polsko-krzyżackiej w 1519–1521 została całkowicie zniszczona. W połowie XVI w. liczyła 27 włók ziemi, z czego większość nie była zagospodarowana. Ponownie zasiedlana przez osadników z terenu Mazowsza. W 1579 r. wieś posiadała własny młyn. W 1656 gospodarowało w niej 17 chłopów i 2 sołtysów. W 1873 było 27 domów. Miejscowość została zniszczona częściowo w trakcie wojen francusko-rosyjskich z 1806. Była ponownie odbudowana. W 1820 mieszkało w niej 177 osób, a w 1939 – 421.

## Zabytki i atrakcje turystyczne
Zachował się średniowieczny układ wsi (owalnica) oraz typowo wiejska zabudowa: domy z cegły, pokryte ceramiczną dachówką. Wieś podlega strefie „B” ochrony konserwatorskiej, a także znajduje się w strefie „E” ochrony ekspozycji kościoła parafialnego pw. św. Marii Magdaleny.
- gotycki kościół parafialny pw. św Marii Magdaleny, usytuowany na wzgórzu. Został wybudowany w XV w. na miejscu starszego, zniszczonego kościoła. W 1500 konsekrowany przez biskupa warmińskiego Jana Wildego. Kościół znacznie zniszczony w czasie wojny z końca XVII w. Na początku XVIII w. dobudowano wieżę. Kolejny raz zniszczony w trakcie wojen francusko-pruskich w XIX w. W końcu XIX w oraz w 1936 kościół został wyremontowany i przebudowany (nowe ołtarze oraz drewniane zwieńczenie wieży dzwonniczej na kamiennej podstawie z XVIII w.). Ołtarz główny mansardowy, barokowy z XVIII w. z obrazem św. Marii Magdaleny. Drewniane sklepienie pokryte jest barokową polichromią z wyobrażeniem Świętej Rodziny i postaciami świętych. Wysoka nawa jest przedłużona prezbiterium na planie prostokąta, obie części wieńczą skromne szczyty. Nawa nakryta sklepieniem kolebkowym z wyobrażeniem nieba pełnego aniołów. Na ścianach klasycystyczne obrazy, prezbiterium posiada sklepienie krzyżowe[8].
- budynki plebanii, wzniesione w 1908
- trzy kapliczki (dwie objęte ochroną konserwatorską). Pierwsza (obok kościoła) to kapliczka podcieniowa z XIX w. Druga z 1931 poświęcona Matce Boskiej Różańcowej, projektu architekta Jana Hormanna z figurą rzeźbioną przez niemieckiego artystę z Westfalii, kolejna znajduje się w centrum wsi i pochodzi z XIX w.
- cmentarz rzymskokatolicki z zabytkowymi nagrobkami, ogrodzeniem kamiennym i cennym przyrodniczo drzewostanem oraz kolejną kapliczką.

## Sport
We Wrzesinie znajduje się klub piłkarski KS Warmia Wrzesina, który (stan na sezon 2023–2024) gra w Klasie A, grupa 3 warmińsko-mazurska.